# Pista de aterrizaje de Camden
La pista de aterrizaje de Camden  (en inglés: Camden Airstrip) es una pequeña pista de aterrizaje en Couva, una localidad en la isla de Trinidad. Aviones de fumigación utilizan esta pista de aterrizaje; tambiénse lleva a cabo actividades como el Drag Racing.
El 24 de mayo de 2011, el primer ministro Kamla Persad - Bissessar , en el primer aniversario de celebración que marca la elección de su gobierno de coalición en el poder, anunció que la pista de aterrizaje se actualizaría inicialmente a un aeropuerto nacional para servir al puente aéreo entre las islas de Trinidad y Tobago. Si tiene éxito, el aeropuerto podría ser actualizado a un aeropuerto internacional a gran escala.
De concretarse las obras el aeropuerto será el tercer aeropuerto internacional en las islas después de Aeropuerto Internacional de Piarco en Trinidad y el Aeropuerto Internacional Arturo Napoleón Raymond Robinson en Tobago.